# Babette Bardot
Babette Bardot (nascuda el 1940) és una actriu sueca que va aparèixer a les pel·lícules de Russ Meyer, incloses Common Law Cabin i Mondo Topless.
Després de cridar l'atenció pels seus papers a les pel·lícules de Russ Meyer, Babette Bardot va començar la gira pels Estats Units el 1968 com a ballarina de burlesque sota la direcció del seu marit i gerent, Bob Baker. Amb el seductor cof de cabell ros platí i la lletra de facturació "44-24-38 World's Most Sensational Exotic Entertainer" les seves aparicions incloïen el Gayety Theatre de Nova York, el Town Theatre de Chicago i el Colony Club de Dallas. Mentre cobria el circuit burlesc, es va convertir en una convidada freqüent en programes de televisió i ràdio, com The Wally Phillips Show (WGN-Chicago), The Steve Allen Show i The Phil Donahue Show.
Va fer una gira per diversos països, i més tard va trobar una casa al Majestic Inn (a MacLeod Trail i 50th Ave South) a Calgary, Alberta. Les lleis liberals de nus a Alberta li van permetre despullar-se completament; tanmateix, Babette només es treia els tops mentre conservava una tanga. Va ser la cap de cartell del bar de l'hotel, el Majic Stik, que va obrir durant la Calgary Exhibition and Stampede a una casa plena de gom a gom cada nit durant sis mesos abans de marxar cap a Las Vegas.
Tot i que no està confirmat, Babette va afirmar que era parent llunyana de Brigitte Bardot i que una vegada havia modelat per Pablo Picasso quan era adolescent. L'autor David K. Frasier nega el parentiu amb Brigitte. Durant la Guerra del Vietnam, la seva popularitat i notorietat pública van donar lloc a una inserció de fotos al diari Stars and Stripes.

## Filmografia
- Common Law Cabin (1967) — com Babette
- Mondo Topless (1966) — com Bouncy
- I, Marquis de Sade (1967) - de Richard Hilliard